# آخرین لحظه وضوح
آخرین لحظه وضوح (به انگلیسی: Last Moment of Clarity) یک فیلم دلهره‌آور و نئو-نوآر آمریکایی محصول سال ۲۰۲۰ به نویسندگی و کارگردانی جیمزکریسل و کالین‌کریسل است. بازیگران اصلی این فیلم سامارا ویوینگ، کارلی چایکین، زک آوری و برایان کاکس می‌باشند.
این فیلم در تاریخ ۱۹ مه سال ۲۰۲۰، از طریق لاینزگیت فیلمز منتشر شد.

## بازیگران
- زک آوری در نقش سام
- برایان کاکس در نقش ژیل
- اودو کی‌یر در نقش ایوان
- سامارا ویوینگ
- کارلی چایکین در نقش کت
- هال اوزان در نقش وینس
- پاشا لیچنیکوف در نقش کارل
- الکس فرناندز در نقش بیل رایس
- کارل ای. لندلر در نقش پیر[۲]

## فیلمبرداری
فیلمبرداری اصلی از فوریه ۲۰۱۸ آغاز شد.

## داستان
فیلم درمورد یک جوان است، که یکی از دوستانش را توسط یک گروه مافیای (بلغاری) از دست داده و او نیز شاهد این حادثه بوده‌است. به همین دلیل او تصمیم به فرار گرفته و به پاریس سفر می‌کند، اما او بعد از گذشت چندین سال یک چهره آشنا را مجدداً مشاهده می‌کند و …

## بازخوردها
طبق نقد لسلی فلپرین برای گاردین، «این فیلم دلهره‌آور هویتی از اتکای بیش از حد به اتفاقات و حضورهای کوتاه گیج‌کننده‌ی برایان کاکس و اودو کیر رنج می‌برد.»